# Mozzo (araldica)
Mozzo è un aggettivo utilizzato in araldica, che si applica a un albero, o parte di esso, tagliato in basso e dunque senza radici.

## Sinonimi araldici
Il tronco mozzo può essere detto anche reciso.

## Esempi

Ramo mozzo posto in palo nello stemma del comune di Badia